# En quarantena
En quarantena és un llibre de poemes en català, obra de l'escriptor, periodista i pintor gironí Narcís Comadira i Moragriega. Fou publicat l'any 1990 i consta de 26 poesies en dues parts —la segona de les quals, Quarantena, dona nom al volum.

## Anàlisi
Es tracta d'una sonata densa i amarga i estructurada amb dues parts. La primera part està formada per 26 poesies molt curtes i disperses, mentre que la segona part, Quarantena, és un poema llarg que condensa tots els dubtes de l'autor pel que fa a l'espai vital, el temps, l'amor, el sexe carnal i la bellesa física, així com també les paraules, Déu i la pròpia poesia. Mentre que el títol del llibre i el conjunt de l'obra són considerats com una metàfora de la vida humana, expressada com a perill o llibertat limitada, el poema Quarantena se cenyeix a les particularitats de l'edat.

## Guardons
- Premis Ciutat de Barcelona de 1990[1]
- Premi Lletra d'Or de 1990[1]
- Premi de la Crítica de poesia catalana de 1990[1]